# Arrondissement de Jacmel
L’Arrondissement de Jacmel est un arrondissement d'Haïti, subdivision du département du Sud-Est. Il a été créé autour de la ville de Jacmel qui est aujourd'hui son chef-lieu. Il était peuplé par 308 042 habitants en 2009.
L'arrondissement regroupe quatre communes :
- Jacmel
- Cayes-Jacmel
- Marigot
- La Vallée-de-Jacmel